# Finland op het Eurovisiesongfestival 2006
Finland nam in 2006 deel aan het Eurovisiesongfestival in Athene , Griekenland. Het was de veertigste deelname van het land op het festival. Het land werd vertegenwoordigd door Lordi met het lied "Hard rock hallelujah".

## Selectieprocedure
Er waren eerst halve finales die bepaalden wie naar de finale mocht gaan.
De finale werd gehouden op 10 maart 2006 in de Caribia Hall in Turku en werd gepresenteerd door Heikki Paasonen en Jaana Pelkonen.
De winnaar werd bepaald door televoting.
Reeds voor de finale was Lordi een duidelijke favoriet en de groep wist deze ook waar te maken.
| Volgorde | Lied                 | Artiest        | Punten | Plaats |
| -------- | -------------------- | -------------- | ------ | ------ |
| 1        | Shanghain valot      | Annika Eklund  | 19565  | 3de    |
| 2        | Katharsis            | Kilpi          | 4685   | 6de    |
| 3        | V.I.P.               | Jane           | 6308   | 5de    |
| 4        | Hard Rock Hallelujah | Lordi          | 67369  | 1ste   |
| 5        | Take Me Higher       | Jennie         | 15138  | 4de    |
| 6        | Eternamente Maria    | Tomi Metsäketo | 45431  | 2de    |

## In Athene
Op het Eurovisiesongfestival zelf trad Finland als 16de van 23 deelnemers in de halve finale aan, na Oekraïne en voor Nederland. Aan het einde van de puntentelling kwam het land uit de enveloppen wat genoeg was voor de finale. Later bleek dat ze hun halve finale hadden gewonnen met een monsterscore van 292 punten.
Men ontving 6 keer het maximum van de punten.
België en Nederland hadden respectievelijk 10 en 6 punten over voor deze inzending.
In de finale trad Finland op als 17de, na Griekenland en voor Oekraïne. Aan het einde van de puntentelling bleek dat het land het festival had gewonnen met 292 punten, tot dan toe de hoogste score ooit. Het is ook voorlopig de enige overwinning van het land.
Men ontving 8 keer het maximum van de punten.
België en Nederland hadden respectievelijk 8 en 7 punten over voor deze inzending.

### Gekregen punten

#### Halve finale
| 12 punten                                                              | 10 punten                                                                                  | 8 punten | 7 punten                                        | 6 punten                         |
| ---------------------------------------------------------------------- | ------------------------------------------------------------------------------------------ | --- | ----------------------------------------------- | -------------------------------- |
| - Estland - Duitsland - IJsland - Polen - Verenigd Koninkrijk - Zweden | - Andorra - België - Denemarken - Ierland - Litouwen - Kroatië - Malta - Slovenië - Spanje | - Bosnië en Herzegovina - Griekenland - Letland - Noorwegen - Portugal - Rusland - Servië en Montenegro - Wit-Rusland | - Bulgarije - Cyprus - Israël - Noord-Macedonië | - Nederland - Oekraïne - Turkije |
| 5 punten                                                               | 4 punten                                                                                   | 3 punten | 2 punten                                        | 1 punt                           |
| - Frankrijk - Moldavië - Roemenië - Zwitserland                        |                                                                                            | |                                                 |                                  |

#### Finale
| 12 punten                                                                                         | 10 punten                                                     | 8 punten                                                          | 7 punten | 6 punten                                |
| ------------------------------------------------------------------------------------------------- | ------------------------------------------------------------- | ----------------------------------------------------------------- | --- | --------------------------------------- |
| - Denemarken - Estland - Griekenland - IJsland - Noorwegen - Polen - Verenigd Koninkrijk - Zweden | - Andorra - Duitsland - Ierland - Kroatië - Litouwen - Spanje | - België - Frankrijk - Letland - Rusland - Slovenië - Zwitserland | - Bosnië en Herzegovina - Israël - Malta - Nederland - Servië en Montenegro - Turkije - Oekraïne - Wit-Rusland | - Noord-Macedonië - Moldavië - Portugal |
| 5 punten                                                                                          | 4 punten                                                      | 3 punten                                                          | 2 punten | 1 punt                                  |
| - Bulgarije - Cyprus                                                                              | - Roemenië                                                    |                                                                   | |                                         |

### Punten gegeven door Finland

#### Halve Finale
Punten gegeven in de halve finale:
| 12 punten | Bosnië en Herzegovina |
| 10 punten | Zweden                |
| 8 punten  | Litouwen              |
| 7 punten  | IJsland               |
| 6 punten  | Rusland               |
| 5 punten  | Estland               |
| 4 punten  | Ierland               |
| 3 punten  | België                |
| 2 punten  | Oekraïne              |
| 1 punt    | Slovenië              |

#### Finale
Punten gegeven in de finale:
| 12 punten | Rusland               |
| 10 punten | Bosnië en Herzegovina |
| 8 punten  | Litouwen              |
| 7 punten  | Zweden                |
| 6 punten  | Roemenië              |
| 5 punten  | Noorwegen             |
| 4 punten  | Ierland               |
| 3 punten  | Denemarken            |
| 2 punten  | Oekraïne              |
| 1 punt    | Griekenland           |

1961 · 1962 · 1963 · 1964 · 1965 · 1966 · 1967 · 1968 · 1969 · 1970 · 1971 · 1972 · 1973 · 1974 · 1975 · 1976 · 1977 · 1978 · 1979 · 1980 · 1981 · 1982 · 1983 · 1984 · 1985 · 1986 · 1987 · 1988 · 1989 · 1990 · 1991 · 1992 · 1993 · 1994 · 1995 · 1996 · 1997 · 1998 · 1999 · 2000 · 2001 · 2002 · 2003 · 2004 · 2005 · 2006 · 2007 · 2008 · 2009 · 2010 · 2011 · 2012 · 2013 · 2014 · 2015 · 2016 · 2017 · 2018 · 2019 · 2020 · 2021 · 2022 · 2023 · 2024 · 2025